# Johann Friedrich Simon
Johann Friedrich Simon, auch Jean-Frédéric Simon (geboren am 23. Mai 1751 in Straßburg; gestorben um 1829 in Paris), war Französischlehrer, Drucker und Politiker.

## Biographie
Simon war der Sohn eines Perückenmachers. Als die Französische Revolution ausbrach, nahm Simon als Mitglied des Club des Jacobins de Strasbourg, genannt „Société des Amis de la constitution de Strasbourg“, aktiv teil. Nach einem Theologiestudium widmete er sich der Pädagogik, wurde Professor und eröffnete 1779 in Straßburg eine Bildungseinrichtung für junge protestantische Mädchen. Um 1788 war er Tutor des späteren Prinzen und Kanzlers Klemens Wenzel Lothar von Metternich. Er arbeitete im geheimen Auftrag der "Illuminaten" und war Mitglied der Logen "Caroline aux Trois Paons" und "Ferdinand aux Neuf Étoiles". Von Dezember 1789 bis August 1793 schrieb und veröffentlichte er ein Wochenblatt, das "Patriotische Wochenblatt". Simon war Mitglied der Gesellschaft der Freunde der Verfassung von Straßburg vom 18. September 1790. Ab dem 1. Oktober 1790 veröffentlichte er zusammen mit seinem späteren Schwager André Meyer die Tageszeitung "Geschichte der gegenwärtigen Zeit", die nach 1792 Tendenzen in Richtung Jacobiner entwickelte und Ende 1793 verschwand. Simon kam 1792 nach Paris und war am 10. August Mitglied des Aufstandsausschusses.
Der Provisorische Exekutivrat schickte ihn als Kommissar der Rhein- und Moselarmee an die Grenzen. Simon und Gabriel Grégoire, sein ebenfalls aus dem Elsass stammender Schwager, wurden am 13. Januar 1793 ernannt und trafen am 31. Januar in Mainz ein. Simon verkündete im März 1793 in Mainz die Schließung des Mainzer Jakobinerklubs sowie die gleichzeitige Neugründung einer „Société des Allemands libres“. Diese auf Deutsch Gesellschaft der Freunde der Republik benannte Nachfolgeeinrichtung sollte den bisherigen Klub bei gleichzeitigem Ausschluss der bisherigen gemäßigten Mitglieder ersetzen. Sie sollte, genauso wie ihr Vorbild, der Jakobinerklub in Paris, vornehmlich der inhaltlichen Vorbereitung der parlamentarischen Debatte im Rheinisch-Deutschen Nationalkonvent dienen. Als "commissaire national du pouvoir exécutif pour Mayence et les pays du Rhin" war er während der Belagerung dieser Stadt Mitglied des Mainzer Verteidigungsrates. Er verzichtete auf eine weitere Karriere in der Politik und kehrte 1794 zurück in die Pädagogik. Als Deutschlehrer an der Prytanée Militaire Saint-Cyr um 1800, ab 1806 dann am Lycée Napoléon in Paris. Nach dem Fall des Imperiums wurde er als Tutor für den Herzog von Chartres eingestellt.

## Werke
- Notions élémentaires de grammaire allemande, à l'usage des élèves du prytanée, Levrault frères, Paris, 1802, S. 111
- Précis de grammaire générale servant de base à l'analyse de chaque langue particulière et d'introduction à ma grammaire allemande Paris, J.-M. Eberhart, 1819